# Ulf Kristersson
Ulf Hjalmar Ed Kristersson, švedski politik, * 29. december 1963, Lund
Kristersson je švedski politik, od oktobra 2022 predsednik švedske vlade. Od oktobra 2017 je vodja Zmerne stranke (M), več let tudi poslanec Riksdaga (MP). Med letoma 2010 in 2024 je bil minister za socialno varnost, med letoma 1988 in 1992 pa predsednik Zmerne mladinske lige.
11. decembra 2014 je bil imenovan za finančnega ministra v senci Zmerne stranke in tiskovnega predstavnika za gospodarsko politiko. 1. oktobra 2017 je bil Kristersson izvoljen za vodjo stranke Zmerne stranke, potem ko je Anna Kinberg Batra s tega mesta odstopila. Pod njegovim vodstvom se je stranka odprla Švedskim demokratom (SD), do konca leta 2021 so tako oblikoval neformalno desno zavezništvo, prav tako še z dvema desnosredinskima strankama razpuščenega zavezništva. Na švedskih splošnih volitvah leta 2022 je ta blok dobil večino v Riksdagu, kar je vodilo do izvolitve Kristerssona za predsednika vlade.

## Mladost
Rodil se je 29. decembra 1963. V mladosti je študiral ekonomijo na Univerzi v Uppsali. Kristersson je bil nato dejaven v švedski politiki in postal vodja švedske konzervativne Zmerne stranke.

## Politična kariera
Od leta 1988 do 1992 je bil Kristersson predsednik Zmerne mladinske lige. Leta 1991 je postal poslanec švedskega Riksdaga. Poslanec je bil do leta 2000, kjer je bil član odborov za socialno varstvo in šolstvo ter revizijske komisije. Med letoma 1993 in 1995 je deloval predvsem kot avtor in objavil več del o političnih in gospodarskih vprašanjih. Od leta 1995 je bil tri leta direktor marketinga think tanka Timbro. Od leta 2000 do 2001 je bil vodja PR v švedskem svetovalnem podjetju Connecta in nepremičninskem podjetju Adcore, od leta 2001 do 2002 pa je bil vodja komuniciranja v Nextwork AB. 
Leta 2003 je bil Kristersson izvoljen v občinski svet občine Strängnäs, kjer je bil do leta 2006 odgovoren za finančne zadeve. Med letoma 2005 in 2006 je bil predsednik delovne skupine za družinsko politiko pri Moderata samlingspartiet in od 2008 do 2009 delovne skupine za migracijsko in integracijsko politiko. Leta 2006 je bil izvoljen tudi za Borgarråd mesta Stockholm in bil tam do leta 2010 odgovoren za socialna vprašanja. Leta 2009 je postal predsednik delovne skupine za družinsko politiko pri Allianz za Švedsko, leta 2010 pa je bil odgovoren za politiko Moderata samlingspartiet o družinskih, socialnih in predšolskih vprašanjih. 

5. oktobra 2010 je bil imenovan za naslednika Cristine Husmark Pehrsson na mestu ministra za socialno varnost v vladi Fredrika Reinfeldta. To funkcijo je opravljal do leta 2014. 1. oktobra 2017 je Ulf Kristersson nasledil Anno Kinberg Batra na mestu predsednika stranke.
Kristersson je vodil Zmerno stranko (M) med kampanjo leta 2022, v kateri je njegova stranka izgubila dve poslanski mesti, prvič po švedskih parlamentarnih volitvah leta 1976 pa je pristala na tretjem mestu; kljub temu je desni blok dobil absolutno večino, kar je povzročilo odstop Magdalene Andersson in imenovanje Kristerssona za predsednika vlade. Kristersson je dal prednost koalicijski vladi med M, krščanskimi demokrati (KD) in liberalci (L) z zunanjo podporo Švedskih demokratov (SD).
Ulf Kristersson je z 19,1 % glasov za svojo stranko najšibkejši premier po letu 1978. Svoj mandat je začel z bistveno nižjo oceno priljubljenosti kot premierka v odstopu Magdalena Andersson.

### Predsednik švedske vlade
Kralj Karel XVI. Gustav je 18. oktobra 2022 v skladu z ustavnimi zahtevami uradno imenoval Kristerssona za novega predsednika vlade, ki je prejšnji dan v govoru v Riksdagu predstavil svoj vladni program in imenoval ministre svoje vlade.
Od maja 2022 je Švedska v procesu pridružitve Natu, potem ko je v Riksdagu prejela široko podporo tako tedanje vlade Magdalene Andersson kot štirih strank, ki so bile takrat v opoziciji in zdaj podpirajo Ulfa Kristerssona kot predsednika vlade. 8. marca 2023 je Kristerssonova vlada Riksdagu predložila predlog zakona, ki omogoča članstvo Švedske v Natu, ki je nato 22. marca 2023 potrdil revidirano različico zakona 
Prva tuja voditelja, s katerima se je srečal Kristersson, sta bila finski predsednik Sauli Niinistö in finska premierka Sanna Marin. Z obema je imel dvostranska srečanja, ki so bila osredotočena predvsem na energetsko krizo, obrambno in varnostno politiko ter rusko invazijo na Ukrajino.
7. novembra 2022 se je Kristersson udeležil konference Združenih narodov o podnebnih spremembah 2022 v Šarm el Šejku in imel nacionalni nagovor na konferenci ter sopredsedoval razpravam o verigah preskrbe s hrano.
S 1. januarjem 2023 je Švedska za šestmesečni mandat prevzela predsedovanje Svetu Evropske unije. Pred tem je Švedska začrtala štiri prednostne naloge svojega predsedovanja: 
- Varnost – enotnost
- Odpornost – konkurenčnost
- Blaginja – zeleni prehod in energetski prehod
- Demokratične vrednote in pravna država – naš temelj

15. februarja 2023 je Kristersson obiskal Ukrajino in se srečal s predsednikom Volodimirjem Zelenskim. Poudaril je, da "Ukrajina pripada Evropi in sodi v Evropsko unijo". Na skupnem novinarskem srečanju je Kristersson poudaril, da namerava Švedska še naprej politično, gospodarsko in vojaško podpirati Ukrajino.

## Osebno življenje
Kristersson živi v kraju Strängnäs.  Od leta 1991 je poročen z Birgitto Ed (rojena leta 1968), nekdanjo svetovalko za odnose z javnostmi, od leta 2023 pa duhovniško službo v Cerkvi na Švedskem. S Kitajske sta posvojila tri hčere. Kristersson se nima za religioznega vernika.